# Claude Vandebergue-Seurrat
Claude Vandebergue de Villiers, dit Vandebergue-Seurrat (11 mars 1730 - 15 novembre 1783) est un négociant et économiste français.

## Biographie
D'une famille notable d'Orléans, Claude Vandebergue de Villiers, dit aussi Vendebergue-Seurrat, est le fils de Michel Vandebergue, sieur de Villiers, échevin d'Orléans, et d'Elisabeth Feel. Marié à Marie-Thérèse Seurrat, la sœur du député de la noblesse Jacques-Isaac Seurrat de La Boulaye et du maire Joseph Seurrat de Guilleville, il est le beau-père d'Anselme Crignon d'Ouzouer.
Il se donne au négoce et au raffinage de sucre. 
Vandebergue de Villiers a exercé les charges de consul du Consulat (1778) et d’échevin d’Orléans (1783). On le trouve également administrateur de l'hôtel Dieu (1778) puis de l’hôpital général (1782).
Lié à l'abbé Ameilhon, il lui dédie plusieurs de ses travaux.

## Publications
- Voyages de Geneve et de La Touraine: suivis de quelques opuscules (1779)

### Sources
- Louis Gabriel Michaud, Biographie universelle ancienne et moderne, 1862
- Joseph-Marie Quérard, La France littéraire ou dictionnaire bibliographique des savants, historiens et gens de lettres de la France, ainsi que les littérateurs étrangers qui ont écrit en français, plus particulièrement: pendant les XVIIIè et XIXè siècles, 1839
- Gérard Héau, Généalogie et histoire de la famille Vandebergue, Donnery, 2009